# Juan Manuel de Mendiburu y Medrano
Juan Manuel de Mendiburu y Medrano (n. Lima, Imperio español-f. Guayaquil, Imperio español, 14 de agosto de 1820) fue un militar, brigadier del Real Ejército de España, gobernador y comandante general de la Provincia de Guayaquil y caballero de la orden de San Hermenegildo. Hijo de Juan Miguel de Mendiburu y Mariana Medrano y Sarmiento, naturales de Lima.

## Trayectoria
En el año de 1815 el rey lo nombró Gobernador y Comandante General de la Provincia de Guayaquil. Fue apresado por el Callao en su tránsito hacia la ciudad en enero de 1816 por la escuadrilla del almirante Guillermo Brown y llevado hasta la Isla Puna. Puesto en libertad luego de la derrota del comodoro inglés, entre a la ciudad y ocupó el cargo desde el 11 de mayo de 1816 hasta el 5 de marzo de 1820 siendo reemplazado interinamente por el también brigadier José Pascual Vivero y Salavarria, último en ejercer el cargo debido a la asonada revolución octubrina.
Probablemente era dueño del Navío y Fragata “Santa Bárbara” que fue “recorrida" en Puná entre octubre de 1779 y enero de 1788.
Siendo gobernador dispuso la formación de nuevos padrones a poco tiempo de haber ocupado el cargo.
Padrones que habían sido realizados por Juan de Mata y Urbina el primero en 1793 y el segundo en 1801.
Un decreto real del 29 de noviembre de 1817 exigía que se de “noticia con distinción, claridad y la mayor posible exactitud de la población y riqueza rústica y urbana de este Reino”. A principio de 1820 pidió al Cabildo que se formase una lista lo más exacta posible de las casas de la ciudad con el fin de poder alojar en ellas las tropas transeúntes. La orden fue hecha por el Cabildo pero no realizada por reclamo de que el vecindario ya no podía cubrir nuevas contribuciones. Mendiburu entonces terminó por alquilar la casa de un tal Antonio Masini de nueva construcción para que sea utilizada como alojamiento de los Oficiales.
Como se ha dicho el Gobernador limeño fue tomado prisionero por la expedición de Brown, y como estos fueron derrotados en su intento de tomar Guayaquil, tuvieron que negociar aceptando el canje de prisioneros. Siendo liberado.
Leal a la Corona fustigo desde un principio a quienes ya estaban trabajando tras vestidores a favor de la Independencia. Una de sus víctimas más conocidas fue Vicente Ramón Roca, futuro presidente del Ecuador, que a sus 26 años -1818- tuvo que lidiar en un juicio por haber mantenido correspondencias bajo un pseudónimo –Nicolás Bontrera- con el Cura de Acapulco. Cuya carta se encuentra casi en su totalidad transcrita en una obra de Camilo Destruge.
Pero Roca no sería el único, hubo hostilidades de parte del brigadier hacia la familia del coronel Bejarano, Villamil y Rocafuerte, Martin Icaza, Vitores, Ordeñana, Anzoátegui, Rodríguez, Morán, Avilés, Aguirre, Franco, Decimavilla, Samaniego, Antepara, Urvina, Vallejo, Farias, Santistevan, García Gómez, Coello, Maldonado, Elizalde, Merino, Lavayen, Bodero y Valverde, entre otros.

## Fallecimiento
Testo en Guayaquil el 18 de junio de 1820. Falleciendo el 14 de agosto del mismo año. Sepultado en la 3.ª Orden de la Iglesia San Francisco.

## Matrimonio y descendencia
Estuvo casado con Rosa Cortes y Azúa y Madariaga.
Fue su hijo Juan Crisóstomo de Mendiburu y Salazar que casó con la guayaquileña Mercedes Haro, quienes posteriormente se trasladaron a vivir a Lima en donde dejaron descendencia.

## Homenajes
Es muy probable que la Calle Mendiburu, que existe en el centro de Guayaquil, se deba en honor a él, mas no a su hijo.

## Obras
- La actual Calle Rocafuerte que antiguamente se llamaba calle Ancha –porque fue ampliada por el gobernador Rocafuerte 1839-1843 - y algunos creen se conocía como “Palmar” fue abierta en 1816 por orden del Gobernador Mendiburu. Dicho sector era un bosque espeso de cocotales y muchos otros tipos de árboles y flaqueado por esteros. La obra comprendía desde Iglesia de Santo Domingo hasta el Primer estero que por entonces se llamaba Lázaro y que hoy sería la calle Roca. El periódico guayaquileño “Los Andes” de mayo de 1884 recoge una tradición respecto a esta obra.[9]

- Tomó a su cargo la terminación del hospital “del Tránsito” de mujeres  iniciado por el doctor guayaquileño Ignacio Hurtado, destinándolo para Hospital Militar. Estaba ubicado en donde antiguamente fue el Hospital de niños Alejandro Mann.[10]

| Predecesor: Juan Vasco y Pascual. | Gobernador de Guayaquil 1816-1820 | Sucesor: José Pascual Vivero y Salavarria |